# Batalla de Magersfontein
La batalla de Magersfontein fue la segunda de las tres batallas incluidas en la  semana negra de la Segunda Guerra Anglo-Bóer. Sucedió el 11 de diciembre de 1899 en Magersfontein, cerca de Kimberley, en la frontera entre la Colonia del Cabo y el Estado Libre de Orange. En esta batalla las tropas Bóer al mando de los generales Piet Cronje y De la Rey vencieron a las tropas británicas al mando del Teniente General Lord Methuen que pretendían romper el sitio de Kimberley.

## Antecedentes
En los primeros días de la guerra, los bóeres habían rodeado y habían puesto sitio a la ciudad de Kimberley, la segunda ciudad más grande en la Colonia del Cabo y el centro minero de diamantes de Sudáfrica. Cuando refuerzos sustanciales británicos (un Cuerpo De ejército bajo el General Redvers Buller) llegaron a Sudáfrica, fueron dispersados a tres frentes principales. Mientras Buller mismo avanzó desde el puerto de Durban en Natal para liberar la ciudad sitiada de Ladysmith, y una sección más pequeña bajo el mando del General de Teniente Gatacre debía asegurar los Midlands del Cabo, la 1ª División reforzada bajo Lord Methuen avanzó por el río Orange para liberar Kimberley.
Al carecer de un transporte adecuado mediante carros tirados por bueyes, Methuen se vio forzado a avanzar a lo largo de la vía férrea que unía Colonia del Cabo y Transvaal, haciendo obvia la dirección de su acercamiento. Las tropas Bóer esperaron a los británicos en posiciones defensivas protegiendo el río Modder, que estos últimos pudieron atravesar tras tres ataques, con unas bajas de unos 1000 hombres entre muertos y heridos. Este enfrentamiento, conocido como batalla del río Modder, había dejado a ambos bandos exhaustos, por lo que Methuen tuvo que esperar varios días a que llegaran refuerzos y suministros, y se repárase el puente ferroviario sobre el río, que los bóeres habían destruido en su retirada. Además, tenía una  necesidad esencial de tropas para proteger una línea de suministros tan amplia de los sabotajes. Esto dio tiempo a los bóer para reorganizarse y mejorar sus defensas.